# Hécourt (Eure)
Hécourt è un comune francese di 355 abitanti situato nel dipartimento dell'Eure nella regione della Normandia.

## Società

### Evoluzione demografica
Abitanti censiti

## Luoghi e monumenti d'interesse
- Chiesa di San Taurino : costruita su pianta rettangolare, il suo campanile quadro è sormontato da una freccia ottagonale. Il campanile data dal 1762. La porta principale, che si apre sotto un porticato situato a nord della navata, data dal XV secolo. Due altari laterali sono stati consacrati nel 1519. La chiesa contiene un leggio in legno del XVI secolo e una statua di san Lorenzo del XVII secolo[2].
- Castello di Chambines, sulla riva dell'Eure. Jean de Chambines è attestato dal 1170. Il castello è caratterizzato dalla copertura in punta al corpo principale e, a distanza, una vecchia torre d'epoca medievale rimaneggiata rinascimentale.
- Priorato di Laleu (antico), sulla riva dell'Eure.